# Korkeajärvi
Korkeajärvi är en sjö i Övertorneå kommun i Norrbotten och ingår i Torneälvens huvudavrinningsområde. Korkeajärvi ligger i Torne och Kalix älvsystem Natura 2000-område.